# Jorge Elizondo
Jorge Elizondo (Monterrey, México, 15 de octubre, 1953 - Monterrey, México, 11 de agosto de 2023) fue un escultor mexicano.

## Educación
En 1979 se graduó como ingeniero químico en la Universidad Autónoma de Nuevo León, ese mismo año se muda a la ciudad de San Miguel de Allende dónde estudia dibujo y modelado en el Instituto Allende, posteriormente, en 1981 viaja a Barcelona para estudiar dibujo y escultura en la Escuela Massana.

## Obra
Su obra puede ser encontrada en diversas colecciones privadas así como en varios espacios públicos de diferentes países y casas como México, España, Alemania, Italia y China

## Obras Monumentales
- Canto a la Luz (Instituto Tecnológico y de Estudios Superiores de Monterrey,2012)
- Río Yangtse  (2012)
- Alas de Hefesto (2011)
- Entropía (Universidad de Monterrey, 1994)
- La Nube (Monterrey, 2007)
- Sol Poniente (2008)
- Esfera
- El Beso